# Auguste Mounié
Auguste Mounié, né le 4 janvier 1873 à Roumengoux dans l'Ariège et mort le 3 décembre 1940 dans son bureau à la mairie d'Antony, est un pharmacien et homme politique français, membre du parti radical-socialiste et chevalier de la Légion d'honneur le 6 août 1919.

## Biographie

### Famille
Rose Joseph Auguste Mounié naît le 4 janvier 1873 à Roumengoux dans l'Ariège du mariage de Noël Mounié (instituteur, né en 1840 de Baptiste Robert Mounié, agriculteur) et de Marie Reine Joséphine Robert.

### Diplômes
De brillantes études au lycée de Foix lui donnent accès à des études supérieures en pharmacie à Paris. Pharmacien de première classe en 1898, Auguste Mounié est docteur en pharmacie en 1902.

### Carrière professionnelle
Auguste Mounié s'installe en 1902 à Antony, il est également pharmacien de l'infirmerie centrale du centre pénitentiaire de Fresnes.

### Engagement politique
- 1908 : élu conseiller municipal radical socialiste[2]
- 1912 : élu maire en 1912, fauteuil qu'il occupa jusqu'à sa mort en 1940
- 1919 : élu conseiller général, fauteuil qu'il occupa jusqu'en 1929
- 9 janvier 1927 : élu sénateur de la Seine
- 1930 : nommé sous-secrétaire d'État auprès du ministre du Travail et de la Prévoyance[2]
- 20 octobre 1935[3] : réélu sénateur de la Seine
- 1939 : nommé questeur au Sénat[2]

L'essentiel de son énergie est consacrée au développement d'Antony qui passe, sous sa mandature, de 3 000 à 22 000 habitants. Il s'intéresse essentiellement aux mal-lotis, ce qui lui vaut le 10 mars 1935 le titre de « père des mal-lotis » dans le journal Le Quotidien.

### Mort et hommage
Il est inhumé au Cimetière d'Antony.
Le conseil municipal d'Antony, réuni le 2 février 1941, décide d'attribuer son nom à la place des Écoles, place principale de la commune. La rue Auguste-Mounié lui est également dédiée.

## Pour approfondir